# Gogol. Natjalo
Gogol. Natjalo (russisk: Гоголь. Начало, da.: Gogol. Begyndelsen) er en russisk fantasy-horror spillefilm fra 2017 instrueret af Jegor Baranov. Filmen er løst baseret på Nikolaj Gogols novellesamling fra 1832 Aftener på en gård nær Dikanka. Filmens hovedrolle som Gogol spilles af Aleksandr Petrov.
Gogol. Natjalo er den første af tre film i serien Gogol og den første russiske tv-film, der blev vist i biograferne.
De øvrige film i serien er Gogol. Strasjnaja mest og Gogol. Vij

## Medvirkende
- Aleksandr Petrov — Nikolaj Gogol
- Oleg Mensjikov — Jakov Petrovitj
- Jevgenij Stytjkin — Aleksandr Khristoforovitj Binh
- Taisija Vilkova — Jelizaveta (Liza) Danisjevskaja
- Artjom Tkatjenko — Aleksej Danisjevskij